# Tour Areva
Tour Areva är en skyskrapa i La Défense utanför Paris, Frankrike, belägen i kommunen Courbevoie. Byggnaden är det franska energiföretaget Arevas huvudkontor. Skyskrapan uppfördes 1972–1974 och är 184 meter och 44 våningar hög. På platsen bredvid Tour Areva, där Tour Total idag står, planerades uppförandet av ett tvillingtorn, men dessa planer skrinlades på grund av oljekrisen 1973. 
Tour Arevas fasad är helt svart och gjord av mörk granit och mörkt glas. Dess form är ett perfekt rätblock. Arkitekten sägs ha inspirerats av den svarta monoliten i Stanley Kubricks film 2001 – Ett rymdäventyr.